# لوكاس كنشت
لوكاس كنشت (بالإنجليزية: Lucas Knecht)‏ هو لاعب كرة قدم أمريكي في مركز الدفاع، ولد في 30 مارس 1993 في جزر ماريانا الشمالية في الولايات المتحدة. شارك مع منتخب جزر ماريانا الشمالية لكرة القدم.

## وصلات خارجية
- لوكاس كنشت على موقع قاعدة بيانات كرة القدم.إي يو (الإنجليزية)
- لوكاس كنشت على موقع ناشيونال فوتبول تيمز (الإنجليزية)
- لوكاس كنشت على موقع Soccerway.com (الإنجليزية)